# Bora Bora (teater)
 For alternative betydninger, se Bora Bora (flertydig). (Se også artikler, som begynder med Bora Bora)
Bora Bora – Dans og Visuelt Teater har eksisteret siden juli 2011 og har til huse på det tidligere Brobjergskolen i hjertet af Aarhus og kun et stenkast fra Musikhuset Aarhus. Teatret havde officiel åbning i februar 2012 med forestillingen This Door Is Too Small (for a bear) af belgiske Need Company. Bora Bora har status af Lille Storbyteater i Aarhus Kommune og præsenterer dans og visuel scenekunst fra ind- og udland. Teatret er produktionshus for lokale og nationale dansekompagnier, præsenterer nationale og internationale gæstespil og arrangerer festivaler. Bora Bora co-producerer forestillinger med teatrets fire huskompagnier - HIMHERANDIT Productions, Don Gnu, Dadadans og Mirko Guido.
Brobjergskolen blev nedlagt som skole i 1991, og siden da er skolens gymnastiksale lavet om til dansescener. Den tidligere skole har huset fire forskellige danseteatre, og dermed også flere forskellige kunstneriske ledere med hver deres kunstneriske linje. Marie Brolin-Tani startede MBT Danseteater med sine egne dramatiske koreografier (1991-2001), men blev i 2001 overtaget af Palle Granhøj med GRAN Teater for Dans (2001-2007). I 2007 overtog Archauz under ledelse af Jens Bjerregaard, hvis koreografier bedst kan betegnes som abstrakte og trinbaserede.
Fra 2011 til 2022 var Jesper de Neergaard kunstnerisk leder af Bora Bora. Siden 2022 har Lotte Kofod Ludvigsen været teaterchef.
I etagen under Bora Bora ligger HeadQuarters, der er en bar og spillested for primært lokale bands. HeadQuarters fungerer som Bora Boras foyer og billetsalg, når der er forestillinger.

## Bora Bora Residency Centre
Bora Bora Residency Centre støtter professionelle kunstnere inden for dans og koreografi gennem et årligt Open Call. Centret indgår desuden i nationale og internationale samarbejder med fokus på at udbrede dansen som kunstart og styrke den europæiske scenekunst.
Ud over det internationale Open Call deltager Bora Bora Residency Centre i Nordic Residency Exchange Program, hvor fem nordiske scenekunsthuse udveksler kunstnere via udvalgte residency-forløb. Desuden er centret partner i Dance & Dramaturgy EU, et internationalt program for koreografer og dramaturger med fokus på kunstnerisk og teoretisk udvikling.